# Públicos do América Futebol Clube (Belo Horizonte)

## Maiores públicos doAmérica Mineiro
- Públicos pagantes, jogos no Estádio do Mineirão, acima de 40.000.

1. América-MG 0–2 Atlético-MG,  82.960, Campeonato Mineiro, 16 de março de 1969.
2. América-MG 0–1 Atlético-MG,  72.680, Campeonato Mineiro, 4 de julho de 1999.
3. América-MG 0–1 Atlético-MG,  67.186, Campeonato Mineiro, 13 de agosto de 1967.
4. América-MG 0–2 Cruzeiro-MG,  62.589, Campeonato Mineiro, 20 de dezembro de 1992.
5. América-MG 0–1 Cruzeiro-MG,  54.733, Campeonato Mineiro, 27 de abril de 1969.
6. América-MG 0–1 Atlético-MG,  54.186, Campeonato Brasileiro, 7 de novembro de 2021 (60.142 presentes).[1]
7. América-MG 0–1 Atlético-MG,  51.091, Campeonato Mineiro, 21 de abril de 1968.
8. América-MG 1–4 Atlético-MG,  50.176, Campeonato Mineiro, 1 de fevereiro de 1976.
9. América-MG 2–3 Cruzeiro-MG,  49.134, Campeonato Mineiro, 13 de dezembro de 1992.
10. América-MG 2–2 Cruzeiro-MG,  48.991, Campeonato Mineiro, 18 de agosto de 1968.
11. América-MG 1–1 Atlético-MG   47.928, Campeonato Mineiro, 8 de maio de 2016.
12. América-MG 1–0 Cruzeiro, 47.499, Campeonato Mineiro, 4 de fevereiro de 2018.[2]
13. América-MG 1–3 Atlético-MG,  46.934, Campeonato Mineiro, 3 de junho de 2001.
14. América-MG 0–1 Cruzeiro-MG,  46.600, Campeonato Mineiro, 5 de setembro de 1979.
15. América-MG 0–0 Cruzeiro-MG,  46.526, Campeonato Mineiro, 12 de novembro de 1967.
16. América-MG 1–2 Cruzeiro-MG,  46.049, Campeonato Mineiro, 3 de dezembro de 1978.
17. América-MG 2–3 Cruzeiro-MG,  44.116, Campeonato Mineiro, 23 de janeiro de 1966.
18. América-MG 2–1 Atlético-MG,  44.003, Campeonato Mineiro, 27 de junho de 1999.
19. América-MG 1–3 Atlético-MG, 43.137, Campeonato Mineiro, 17 de março de 2019.
20. América-MG 1–5 Atlético-MG,  42.718, Campeonato Mineiro, 23 de novembro de 1980.
21. América-MG 0–0 Atlético-MG,  42.645, Campeonato Mineiro, 14 de março de 2004.
22. América-MG 2–1 Cruzeiro-MG,  42.024, Campeonato Mineiro, 3 de setembro de 1967.
23. América-MG 0–0 Atlético-MG,  41.058, Campeonato Mineiro, 4 de dezembro de 1982.
24. América-MG 1–2 Atlético-MG,  40.961, Campeonato Brasileiro, 26 de janeiro de 1974.
25. América-MG 1–1 Cruzeiro-MG,  40.457, Campeonato Mineiro, 18 de abril de 1971.

Por adversários
1. Atlético-MG: 14.
2. Cruzeiro: 11.

Por competições
1. Campeonato Mineiro: 23.
2. Campeonato Brasileiro: 2.

## Destaques
- No Estádio do Mineirão: América 0–2 Atlético-MG, 82.960, 16 de março de 1969.
- No clássico contra o Cruzeiro: América 0–2 Cruzeiro, 62.589, 20 de dezembro de 1992.
- No clássico contra o Villa Nova: América 1–1 Villa Nova, 10.728, 13 de abril de 1977 (Villa 2–1 na prorrogação). (*)
- No Novo Estádio do Mineirão: América 3-1 Joinville, 19.562, 21 de maio de 2014.
- Na Arena Independência: América 1–0 CRB, 22.481, 25 de novembro de 2017.[3]
- Na Arena Independência contra clubes paulistas: América 1–2 São Bento, 20.348, 30 de novembro de 2019.[4]
- No Estádio Independência: América 2–1 Náutico, 18.900, 10 de novembro de 1996.
- No Campeonato Brasileiro Série A: América 1–2 Atlético-MG,  40.961, 26 de janeiro de 1974.
- No Campeonato Brasileiro Série B (até 2016): América 0–0 C.R.B., 20.006, em 12 de setembro de 2004.
- No Campeonato Brasileiro Série C: América 1–0 ASA, 10.828, em 19 de setembro de 2009 (14.000 presentes).[5]
- Em jogos internacionais: América 1–1 Huracán-ARG, 18.651, 21 de maio de 1967.
- Contra o America-RJ: América 1–1 America-RJ, 8.197, 14 de agosto de 1971.
- No Rio de Janeiro: America-RJ 3–0 América, 7.677, 21 de setembro de 1975.

(*) Exceto rodadas duplas.

## Contra adversárioscariocascampeões brasileiros
- Em destaque, os jogos em Minas Gerais, quando não citada a cidade, em Belo Horizonte.

Botafogo: América 2–1 Botafogo, 16.252, 17 de abril de 1966 (rodada dupla).
- Exceto rodadas duplas: América 1–1 Botafogo, 12.186, 28 de setembro de 1975.
- No Estádio Independência: América 1–2 Botafogo, 11.843, 15 de agosto de 2015.
- Em Juiz de Fora: América 1–2 Botafogo, 21.831, 19 de julho de 2003.
- No Rio de Janeiro: Botafogo 1–0 América, 22.089, 16 de setembro de 2018 (25.382 presentes).[6]

Vasco: América 0–0 Vasco, 13.433, 10 de novembro de 1973.
- No Estádio Independência: América 2–3 Vasco, 8.944, 6 de setembro de 2014.
- No Rio de Janeiro: Vasco 0–1 América, 30.437, 13 de janeiro de 1974.

Flamengo: América 1–1 Flamengo, 12.886, 26 de agosto de 2018.
- No Estádio do Mineirão: América 1–1 Flamengo, 7.259, 2 de setembro de 1971
- No Rio de Janeiro: Flamengo 2–0 América, 47.175, 21 de abril de 2018 (52.106 presentes).[8]

Fluminense: América 1–0 Fluminense, 11.672, 24 de novembro de 1973.
- No Estádio Independência: América 0–0 Fluminense, 8.000 (estimado pela renda), 12 de outubro de 1947.
- No Rio de Janeiro: Fluminense 1–2 América, 35.194, 12 de novembro de 2011 (40.232 presentes).
- No Estádio do Maracanã: Fluminense 1–0 América, 34.870, 2 de dezembro de 2018 (35.647 presentes).

## Contra adversáriospaulistascampeões brasileiros
- Em destaque, os jogos em Minas Gerais, quando não citada a cidade, em Belo Horizonte.

Corinthians: América 2–1 Corinthians, 37.034, 6 de novembro de 2011 (partida disputada em Uberlândia).
- Em Belo Horizonte: América 4–4 Corinthians, 9.007, 2 de setembro de 2001.
- Em São Paulo: Corinthians 1–0 América, 34.921, 31 de maio de 2018.

Santos: América 1–2 Santos, 18.562, 21 de setembro de 2011 (partida disputada em Uberlândia).
- Em Belo Horizonte: América 0–2 Santos, 15.268, 17 de março de 1974 [10]
- Em Santos: Santos 1–1 América, 14.608, 9 de novembro de 1977.

Palmeiras: América 1–1 Palmeiras, 11.010, 9 de maio de 2018 (12.241 presentes).
- Em São Paulo: Palmeiras 3–1 América, 64.475, 23 de janeiro de 1974 (rodada dupla).[12]
- Exceto rodada dupla: Palmeiras 4–0 América, 39.429, 21 de novembro de 2018.

São Paulo: América 0–0 São Paulo, 7.000 (público estimado pela renda) , 30 de maio de 1948.
- Em São Paulo: São Paulo 1–1 América, 47.846, 22 de setembro de 2018.[13]

Guarani: América 1–1 Guarani, 23.951, 5 de novembro de 1969 (rodada dupla).  
- Exceto rodada dupla: América 0–0 Guarani, 5.751, 15 de julho de 2017.[14]
- Em Campinas: Guarani 3–3 América-MG, 6.141, 2 de junho de 1974.[14]

## Contra adversáriosgaúchoscampeões brasileiros
- Em destaque, os jogos em Minas Gerais, quando não citada a cidade, em Belo Horizonte.

Grêmio: América 1–2 Grêmio, 64.364, 19 de abril de 1970 (rodada dupla).
- Exceto rodada dupla: América 0–0 Grêmio, 10.600, 18 de agosto de 1971 (público estimado).
- Em Porto Alegre: Grêmio 1–0 América-MG, 12.952, 10 de junho de 2018.

Internacional: América 1–0 Internacional, 6.205, 4 de fevereiro de 1998.
- Em Porto Alegre: Internacional 2–0 América, 28.973, 15 de novembro de 2018.

## Contra adversáriosnordestinoscampeões brasileiros
- Em destaque, os jogos em Minas Gerais, quando não citada a cidade, em Belo Horizonte.

Bahia: América 0–1 Bahia, 5.940, 9 de novembro de 2010 (partida disputada em Sete Lagoas). 
- Em Belo Horizonte: América 1–0 Bahia, 4.398, 25 de novembro de 2018.
- Em Salvador: Bahia 0–0 América-MG, 23.469, 29 de agosto de 1971.

Sport: América 2–1 Sport, 13.505, 20 de novembro de 2010 (partida disputada em Sete Lagoas).
- Em Belo Horizonte: América 3–0 Sport, 8.662, 15 de abril de 2018.[15]
- Em Recife: Sport 1–3 América, 18.737, 15 de outubro de 2013.

Contra o Vitória, vice campeão brasileiro de 1993
- Em Belo Horizonte: América 4–0 Vitória, 17.604, 10 de novembro de 2015.[16]
- Em Salvador: Vitória 0–0 América, 19.207, 24 de setembro de 1972.

## Contra clubes daRegião Centro-Oeste
- Em destaque, os jogos em Minas Gerais, quando não citada a cidade, em Belo Horizonte.

Vila Nova: América 1–0 Vila Nova, 12.606, 7 de dezembro de 1997 (15.213 presentes).
- Em Goiânia: Vila Nova 0–2 América-MG, 45.808, 16 de novembro de 1997 (53.000 presentes).

## Contra clubes daRegião Norte
- Em destaque, os jogos em Minas Gerais, quando não citada a cidade, em Belo Horizonte.

Paysandu: América 0–1 Paysandu, 12.959, 29 de outubro de 2013.
- Em Belém: Paysandu 2–3 América, 15.588, 14 de outubro de 1999.[18]